# Rezedafélék
A rezedafélék (Resedaceae) a keresztesvirágúak (Brassicales) rendjének egy családja.

## Nemzetségek
- Caylusea A. St.-Hil.
- Ochradenus Delile
- Oligomeris Cambess.
- Randonia Coss.
- Reseda L. – rezeda
- Sesamoides Ortega